# Tarec Saffiedine
Tarec Robert Saffiedine (ur. 6 września 1986 w Brukseli) – belgijski zawodnik mieszanych sztuk walki (MMA), mistrz Strikeforce w wadze półśredniej z 2013. Były zawodnik Ultimate Fighting Championship. Posiadacz czarnego pasa w brazylijskim jiu-jitsu oraz czerwonego w taekwondo.

## Życiorys
Tarec Saffiedine urodził się jako syn Libańczyka, który wyemigrował do Belgii, aby studiować okulistykę, i belgijskiej matki. Jego ojciec był praktykiem taekwondo. Od dziesiątego roku życia Tarec trenował judo, wing chun i taekwondo. Dorastał w mieście Woluwe-Saint-Lambert, a w młodości grał także w koszykówkę. Zainspirowany japońską mangą Tough rozpoczął treningi karate w wieku 16 lat, a w 2005 roku otrzymał czarny pas w Shihaishinkai, stylu karate full contact, który obejmuje uderzenia, rzuty i walkę w parterze. Ma także rekord w amatorskim kickboxingu wynoszący 12–1–1. W późniejszym czasie zaczął trenować brazylijskie jiu-jitsu i muay thai, a następnie zapasy, kiedy wyemigrował do Stanów Zjednoczonych. Na początku swojej kariery pracował na różnych stanowiskach, m.in. w restauracji, kinie, jako ogrodnik i ochroniarz. Od jednego ze swoich trenerów otrzymał przydomek „Gąbka”, ponieważ szybko się uczy. Znany jest również z częstej zmiany pozycji.

## Kariera MMA
W MMA zadebiutował 31 marca 2007 na lokalnej belgijskiej gali Shooto. Od 2008 przeniósł się do Stanów Zjednoczonych i tam kontynuował karierę tocząc pojedynki na galach w Kanadzie i USA. W 2009 stoczył dwa pojedynki dla japońskiego DREAM (wygrana z Seichi Ikemoto w walce rezerwowej Grand Prix i przegrana z Yoon Dong-Sikiem). Na początku 2010 związał się z czołową na świecie organizacją Strikeforce. Od 2010 do 2013 stoczył dla niej siedem pojedynków (wygrane m.in. nad Scottem Smithem, przegrywając tylko jeden raz (z Tyronem Woodleyem) oraz zdobywając tytuł mistrzowski w wadze półśredniej 12 stycznia 2013, pokonując w walce o pas Nathana Marquardta. Gala na której Saffiedine zdobył mistrzostwo jak się później okazało była ostatnia. Po niedługim czasie wszystkich zawodników z ważnymi kontraktami przeniesiono do konkurencyjnego UFC, a samo Strikeforce przestało funkcjonować.
W debiucie w UFC, 4 stycznia 2014 pokonał Koreańczyka Hyun Gyu Lima na punkty. W kolejnym starciu 4 października przegrał z Kanadyjczykiem Rorym MacDonaldem przez TKO. 13 stycznia 2016 wypunktował Jake'a Ellenbergera.

## Osiągnięcia

### Mieszane sztuki walki
- 2007: Mistrzostwa Belgii w Shooto - 1. miejsce
- 2013: mistrz Strikeforce w wadze półśredniej (-77 kg)

### Grappling
- 2006: ADCC Spain Trials - 1. miejsce w kat -76,9 kg
- 2007: Mistrzostwa Europy ADCC - ćwierćfinalista

## Lista zawodowych walk w MMA
| Wynik     | Rekord | Przeciwnik (bilans przed walką) | Rozstrzygnięcie                             | Runda | Czas | Rozgrywki                                       | Data       | Miejsce         | Uwagi                                                               |
| --------- | ------ | ------------------------------- | ------------------------------------------- | ----- | ---- | ----------------------------------------------- | ---------- | --------------- | ------------------------------------------------------------------- |
| Przegrana | 16-7   | Rafael dos Anjos (25-9)         | Decyzja (jednogłośna)                       | 3     | 5:00 | UFC Fight Night: Holm vs. Correia               | 17.06.2017 | Kallang         |                                                                     |
| Przegrana | 16-6   | Dong Hyun Kim (21-3-1)          | Decyzja (jednogłośna)                       | 3     | 5:00 | UFC 207                                         | 30.12.2016 | Las Vegas       |                                                                     |
| Przegrana | 16-5   | Rick Story (18-8)               | Decyzja (jednogłośna)                       | 3     | 5:00 | UFC Fight Night: Almeida vs. Garbrandt          | 29.05.2016 | Las Vegas       |                                                                     |
| Wygrana   | 16-4   | Jake Ellenberger (30-10)        | Decyzja (jednogłośna)                       | 3     | 5:00 | UFC on Fox: Johnson vs. Bader                   | 30.01.2016 | Newark          |                                                                     |
| Przegrana | 15-4   | Rory MacDonald (17-2)           | TKO (ciosy pięściami)                       | 3     | 1:28 | UFC Fight Night: MacDonald vs. Saffiedine       | 04.10.2014 | Halifax         | Main Event.                                                         |
| Wygrana   | 15-3   | Hyun Gyu Lim (12-3-1)           | Decyzja (jednogłośna)                       | 5     | 5:00 | UFC Fight Night: Saffiedine vs. Lim             | 04.01.2014 | Marina Bay      | Debiut w UFC. Bonus za walkę wieczoru. Main Event.                  |
| Wygrana   | 14-3   | Nate Marquardt (32-10)          | Decyzja (jednogłośna)                       | 3     | 5:00 | Strikeforce: Marquardt vs. Saffiedine           | 12.01.2013 | Oklahoma City   | Zdobył pas mistrzowski Strikeforce w wadze półśredniej. Main Event. |
| Wygrana   | 13-3   | Roger Bowling (11-2)            | Decyzja (jednogłośna)                       | 3     | 5:00 | Strikeforce: Rousey vs. Kaufman                 | 18.08.2012 | San Diego       |                                                                     |
| Wygrana   | 12-3   | Tyler Stinson (23-7)            | Decyzja (niejednogłośna)                    | 3     | 5:00 | Strikeforce: Rockhold vs. Jardine               | 07.01.2012 | Las Vegas       |                                                                     |
| Wygrana   | 11-3   | Scott Smith (17-8)              | Decyzja (jednogłośna)                       | 3     | 5:00 | Strikeforce: Fedor vs. Henderson                | 30.07.2011 | Hoffman Estates |                                                                     |
| Przegrana | 10-3   | Tyron Woodley (7-0)             | Decyzja (jednogłośna)                       | 3     | 5:00 | Strikeforce Challengers: Woodley vs. Saffiedine | 07.01.2011 | Nashville       | Main Event.                                                         |
| Wygrana   | 10-2   | Brock Larson (32-4)             | Decyzja (jednogłośna)                       | 3     | 5:00 | Shark Fights 13: Jardine vs Prangley            | 11.09.2010 | Amarillo        |                                                                     |
| Wygrana   | 9-2    | Nate Moore (7-1)                | KO (cios)                                   | 2     | 1:21 | Strikeforce Challengers: Lindland vs. Casey     | 21.05.2010 | Portland        |                                                                     |
| Wygrana   | 8-2    | James Terry (7-1)               | Decyzja (jednogłośna)                       | 3     | 5:00 | Strikeforce Challengers: Kaufman vs. Hashi      | 26.02.2010 | San Jose        | Powrót do wagi półśredniej. Debiut w Strikeforce.                   |
| Przegrana | 7-2    | Dong Sik Yoon (4-7)             | Decyzja (niejednogłośna)                    | 3     | 5:00 | Dream 12: Cage of the Rising Sun                | 25.10.2009 | Osaka           | Pojedynek w wadze średniej.                                         |
| Wygrana   | 7-1    | Seichi Ikemoto (18-15-5)        | Decyzja (jednogłośna)                       | 2     | 5:00 | Dream 10                                        | 20.07.2009 | Saitama         | Debiut w Dream.                                                     |
| Wygrana   | 6-1    | Mike Arellano (2-1)             | Poddanie (americana)                        | 1     | 2:44 | War Gods 5                                      | 30.05.2009 | Alpine          |                                                                     |
| Wygrana   | 5-1    | Scott Rose (1-1)                | Poddanie (duszenie trójkątne rękoma)        | 1     | 0:58 | Long Beach Fight Night 4                        | 19.04.2009 | Long Beach      |                                                                     |
| Wygrana   | 4-1    | Rich Bondoc (1-0)               | Poddanie (dźwignia prosta na staw łokciowy) | 1     | 2:18 | Ultimate Cage Wars 12                           | 27.06.2008 | Winnipeg        |                                                                     |
| Wygrana   | 3-1    | Raymond Jarman (3-6-1)          | Decyzja (jednogłośna)                       | 3     | 5:00 | Shooto Belgium: Encounter the Braves            | 15.12.2007 | Charleroi       |                                                                     |
| Wygrana   | 2-1    | Sébastien Grandin (3-0)         | Poddanie (dźwignia prosta na staw łokciowy) | 1     | 2:38 | Xtreme Gladiators 3                             | 09.06.2007 | Paryż           |                                                                     |
| Przegrana | 1-1    | Kamil Aygun (4-2)               | Decyzja (jednogłośna)                       | 2     | 5:00 | Night of the Gladiators                         | 21.04.2007 | Brakel          |                                                                     |
| Wygrana   | 1-0    | Guillaume Janvier (0-0)         | Poddanie (kimura)                           | 1     | 1:15 | Shooto Belgium: Consecration                    | 31.03.2007 | Antwerpia       | Debiut w zawodowym MMA.                                             |